# Edgard De Caluwé
Edgard De Caluwé (Denderwindeke, 1º luglio 1913 – Geraardsbergen, 16 maggio 1985) è stato un ciclista su strada belga.

## Carriera
Nato nel 1913 a Denderwindeke, frazione di Ninove, nelle Fiandre Orientali, dopo diverse vittorie da dilettante e da individuale, nel 1934 iniziò a correre per la Dilecta, partecipando in quell'anno al Tour de France, non portato a termine, e alla Parigi-Roubaix, chiusa al 12º posto. Al primo anno con Dilecta vinse inoltre il Grote 1 Mei-Prijs. Nel 1935 prese parte a un altro Tour de France, il secondo e ultimo della sua carriera, ritirandosi di nuovo; esordì al Giro delle Fiandre, terminando ottavo, e si aggiudicò Parigi-Bruxelles e Bordeaux-Parigi. 
Dopo altre vittorie, tra le quali una tappa al Giro di Germania 1937, nel 1938 corse anche per la Diamant e l'Allegro, prendendo parte alla sua unica Milano-Sanremo (chiuse 43º), ma soprattutto al vittorioso Giro delle Fiandre, nel quale concluse in 7h42'00", davanti ad altri 8 corridori con lo stesso tempo. Tornato stabilmente alla Dilecta, nel 1939 partecipò alla sua unica Liegi-Bastogne-Liegi in carriera, finendola da 31º.
Chiuse la carriera nel 1947, a 34 anni, dopo essersi alternato tra corse da individuale e con la Dilecta e poi con la Bertin nell'ultimo anno. In totale partecipò a due Tour de France, non riuscendo a portarne a termine nessuno, cinque Giri delle Fiandre (con anche il secondo posto del 1936), quattro Parigi-Roubaix (miglior piazzamento il 7º del 1937), una Milano-Sanremo e una Liegi-Bastogne-Liegi.
Morì nel 1985, a 71 anni.

## Palmarès
- 1932 (Dilettanti)

G.P. Affligem
- 1933 (Individuale)

Bruxelles-Liegi
Giro delle Fiandre indipendenti
3ª tappa Giro del Belgio indipendenti
4ª tappa Giro del Belgio indipendenti
7ª tappa Giro del Belgio indipendenti
Classifica generale Giro del Belgio indipendenti
- 1934 (Dilecta, una vittoria)

Grote 1 Mei-Prijs
- 1935 (Dilecta, due vittorie)

Parigi-Bruxelles
Bordeaux-Parigi
- 1936 (Dilecta, una vittoria)

2ª tappa Tour du Nord (Anzin > Maubeuge)
- 1937 (Dilecta, quattro vittorie)

4ª tappa Circuit du Midi
7ª tappa Deutschland Tour (Stoccarda > Francoforte sul Meno)
1ª tappa Tour du Nord (Malo les Bains > Anzin)
2ª tappa Tour du Nord (Anzin > Maubeuge)
- 1938 (Dilecta, una vittoria)

Giro delle Fiandre

### Altri successi
- 1933 (Individuale)

Erembodegem
Aalst
Charleroi
Köln
Schaarbeek
- 1936 (Dilecta)

Luithagen
- 1943 (Dilecta)

Deinze
- 1945 (Dilecta)

Ninove - Prix Victor Standaert
Ninove - G.P. Beeckman-De Caluwé
Hofstade
Mere

## Piazzamenti

### Grandi Giri
- Tour de France

1934: ritirato (18ª tappa)
1935: ritirato (9ª tappa)

### Classiche monumento
- Milano-Sanremo

1938: 43º
- Giro delle Fiandre

1935: 8º
1936: 2º
1938: vincitore
1944: 23º
1945: 16º
- Parigi-Roubaix

1934: 12º
1935: 17º
1937: 7º
1938: 15º
- Liegi-Bastogne-Liegi

1939: 31º